# 広城
広城（ひろじょう）は、和歌山県有田郡広川町名島・湯浅町別所にあった日本の城（山城）。紀伊国守護・畠山氏の居城である。

## 概要
広城は紀伊国有田郡広荘にあった城で、高城山に築かれていた。標高147メートル、比高120メートルの地点に位置する。東西2つの峰にまたがっており、それぞれ東の城・西の城と呼ばれている。
応永8年（1401年）、紀伊守護に任命された畠山基国によって築かれたとされる。
長禄年間（1457–1460年）から寛正年間（1460–1466年）にかけての畠山義就・政長の家督争いの中、政長方により、大野（海南市）から広に守護所が移された。広は紀北の大野と紀南の南部（みなべ町）の中間に位置し、義就方勢力の動きが紀北だけでなく紀南でも見られたことが守護所移転の一因になったと考えられる。
応仁の乱の緒戦では広城を巡る戦いが行われた。文正元年（1466年）、畠山義就の養子の政国が活動を開始し、応仁元年（1467年）6月までに広城を攻略している。その後、畠山政長を支持する幕府の命で湯河氏が広城を攻めており、応仁2年（1468年）1月には政長方が広城を奪い返している。
広城から西に1キロメートルほどの場所にある養源寺（広川町広）の寺域に守護館（広館）があったと考えられ、広城とセットで用いられたとされている。後年、館があった付近に町場が形成されているが、これは明応の政変で紀伊に在国することになった畠山尚順が直接分国支配を行ったことで、館の周囲に城下町が作られることになったことによるとの見方がある。
永正17年（1520年）、畠山氏の内衆である野辺慶景が主君である畠山尚順と合戦を行い、敗れた尚順は広から和泉国堺に没落した。翌大永元年（1521年）、尚順は広城を攻めたが敗北し、淡路島に退いた。この後、畠山氏は広城から鳥屋城（有田川町）に拠点を移したが、鳥屋城の地形的な制限などから、一定の政治的機能は広に残されたと推測されている。